# Hillshire Brands
Hillshire Brands war ein US-amerikanischer Lebensmittelkonzern. Das Unternehmen mit Hauptsitz in Chicago produzierte und vermarktete vor allem abgepackte Fleischwaren und tiefgefrorene Backwaren. Die Produkte gingen zu rund drei Viertel an den Lebensmittelhandel, zu einem Viertel an Großküchen (Catering und Gemeinschaftsverpflegung). 2012 entstanden durch die Aufspaltung von Sara Lee, wurde Hillshire Brands 2014 von Tyson Foods übernommen und aufgelöst.

## Geschichte
Hillshire Brands entstand am 29. Juni 2012 aus der Aufspaltung der Sara Lee Corporation, deren nordamerikanische Lebensmittelsparte es fortführte, während die Aktivitäten außerhalb Nordamerikas seither durch D.E Master Blenders 1753, ehemals Douwe Egberts (Kaffee, Tee) repräsentiert sind.
Hillshire Brands beschäftigte rund 9000 Mitarbeiter und erzielte einen Jahresumsatz von annähernd 4,04 Milliarden Dollar (Stand 2012). Zu den Marken von Hillshire zählten unter anderem Jimmy Dean, Ball Park, Hillshire Farm, Kahns, State Fair, Sara Lee, Chef Pierre, Aidells, Gallo Salame und Golden Island.
Im Mai 2014 machte Hillshire Brands seine Absicht zur Übernahme von Pinnacle Foods öffentlich. Wenige Tage später gab der Geflügelfleischverarbeiter Pilgrim’s Pride, mehrheitlich im Besitz  des brasilianischen Fleischkonzerns JBS, seinerseits ein Angebot zur Übernahme von Hillshire Brands ab. Ende Mai 2014 bot auch der US-Fleischkonzern Tyson Foods auf Hillshire Brands. Als Tyson sein Übernahmeangebot später noch deutlich erhöhte, zog Hillshire Brands Anfang Juni 2014 zeitgleich seine Offerte an Pinnacle Foods zurück und nahm das Übernahmeangebot an.